# Alexander Grimm
Alexander Grimm, född den 6 september 1986 i Augsburg, Tyskland, är en tysk kanotist.
Han tog OS-guld i K1 i slalom i samband med de olympiska kanottävlingarna 2008 i Peking.